# Provincia Coclé
| Provincia Coclé               | Provincia Coclé                            |
| ----------------------------- | ------------------------------------------ |
| Drapelul provinciei Coclé     |                                            |
| Informații generale           |                                            |
| Nume nativ                    | Provincia de Coclé                         |
| Țară                          | Panama                                     |
| Orașe                         |                                            |
| - Capitală                    | Penonomé (21.748 loc.)                     |
| - Coordonate                  | 8°31′7″N 80°21′19″V / 8.51861°N 80.35528°V |
| Suprafață                     |                                            |
| - Suprafață totală            | 4.949,78 km2                               |
| Cel mai înalt punct           | Cerro Chicú (1.764 m)                      |
| Subdiviziuni                  |                                            |
| - Districte                   | 6                                          |
| - Corregimiente               | 42                                         |
| Populație                     |                                            |
| - Totală                      | 233.708                                    |
| - Densitate                   | 47,2 loc./km2                              |
| Fus orar                      | UTC−5                                      |
| ISO 3166-2                    | PA-2                                       |
| Amplasarea de Coclé în Panama |                                            |

Coclé  este una din cele nouă provincii ale Republicii Panama și se află în centrul țării. Provincia are o suprafață de 4.949,78 km2 și o populație de peste 230.000 de locuitori.

## Geografie
Provincia Coclé se învecinează la vest cu provincia Veraguas, la nord cu provincia Colón, la est cu provincia Panamá și la sud cu Oceanul Pacific și cu provincia Herrera. Capitala și cel mai mare oraș al provinciei este Penonomé cu peste 21.000 de locuitori.

### Arii protejate
- Parque Nacional General de División Omar Torrijos Herrera

Parque Nacional General de División Omar Torrijos Herrera (Parcul național general de divizie Omar Torrijos Herrera) se extinde pe o suprafață de 25.275 ha. Parcul a fost fondat pe 31 iulie 1986 și a fost denumit după generalul și liderul juntei militare Omar Torrijos care s-a prebușit cu un avion în 1981 pe muntele Marta. Majoritatea parcului național general de divizie Omar Torrijos Herrera se află în provincia Coclé.

## Districte
Provincia Coclé este împărțită în 6 districte (distritos) cu 42 corregimiente (corregimientos; subdiviziune teritorială, condusă de un corregidor).
| District              | Suprafață [km2] | Corregimient                                                                                               | Cabecera (Reședință) |
| --------------------- | --------------- | --- | -------------------- |
| Districtul Aguadulce  | 469,68          | Aguadulce, El Cristo, El Roble, Pocrí, Barrios Unidos                                                      | Aguadulce            |
| Districtul Antón      | 748,18          | Antón, Cabuya, El Chirú, El Retiro, El Valle, Juan Díaz, Río Hato, San Juan de Dios, Santa Rita, Caballero | Antón                |
| Districtul La Pintada | 1.030,74        | La Pintada, El Harino, El Potrero, Llano Grande, Piedras Gordas, Las Lomas                                 | La Pintada           |
| Districtul Natá       | 605,42          | Natá, Capellanía, El Caño, Guzmán, Las Huacas, Toza                                                        | Natá                 |
| Districtul Olá        | 386,03          | Olá, El Copé, El Palmar, El Picacho, La Pava                                                               | Olá                  |
| Districtul Penonomé   | 1.709,69        | Penonomé, Cañaveral, Coclé, Chiguirí Arriba, El Coco, Pajonal, Río Grande, Río Indio, Toabré, Tulú         | Penonomé             |

## Galerie de imagini

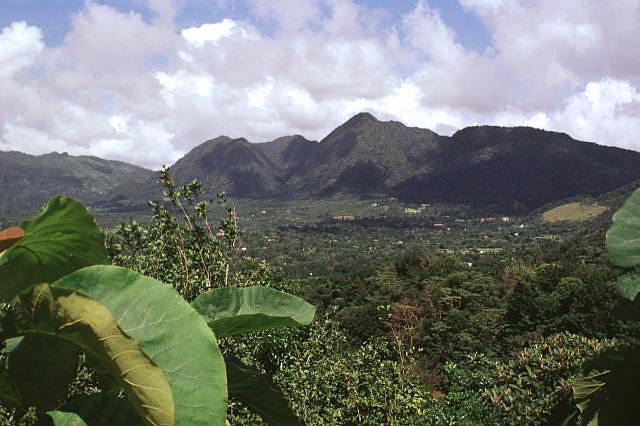
Vulcanul El Valle (1.185 m)
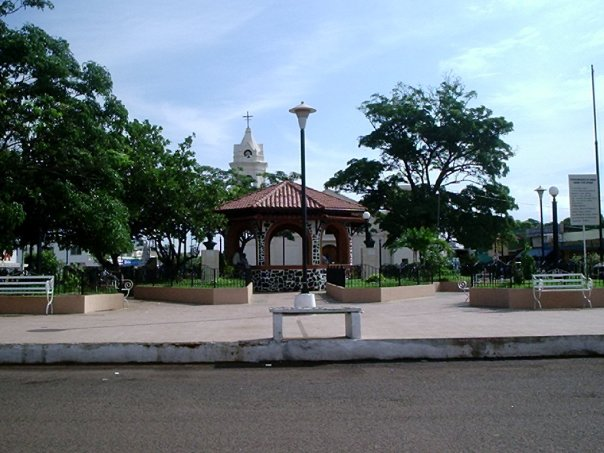
Parc în Aguadulce
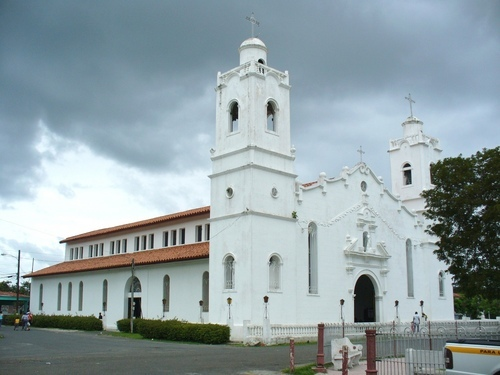
Biserica în Penonomé